# Alamo, Novi Meksiko
Alamo (navajo: Tʼiistoh) je popisom određeno mjesto u okrugu Socorru u američkoj saveznoj državi Novom Meksiku. Prema popisu stanovništva SAD 2010. ovdje je živjelo 1085 stanovnika. 
Najveće je naselje u indijanskom rezervatu Alamo Navajo.

## Zemljopis
Nalazi se na 34°24′33″N 107°30′53″W / 34.40917°N 107.51472°W (34.409157, -107.514762). Prema Uredu SAD-a za popis stanovništva, zauzima 102,7 km2 površine, sve suhozemne.

## Stanovništvo
Prema podatcima popisa 2010. ovdje je bilo 1085 stanovnika, 266 kućanstava od čega 219 obiteljskih, a stanovništvo po rasi bili su 2,5% bijelci, 0,0% "crnci ili afroamerikanci", 95,4% "američki Indijanci i aljaskanski domorodci", 0,6% Azijci, 0,0% "domorodački Havajci i ostali tihooceanski otočani", 0,2% ostalih rasa, 1,4% dviju ili više rasa. Hispanoamerikanaca i Latinoamerikanaca svih rasa bilo je 3,0%.